# EAusweise
eAusweise ist eine von der Republik Österreich bereitgestellte App zur digitalen Speicherung von Ausweisen.

## Funktion
Ziel der App ist es, bestimmte Ausweise in digitaler Form auf dem Smartphone verfügbar zu haben und sie bei Bedarf, zum Beispiel als Nachweis gegenüber Privatpersonen oder bei Verkehrskontrollen, anstelle der physischen Dokumente zur Prüfung vorzuweisen. Dazu wird in der App ein kurzzeitig gültiger QR-Code generiert, der von der Polizei oder einer anderen Person mit deren eAusweise-App oder App „eAusweis Check“ durch Scannen geprüft werden kann. Für den Nachweis gegenüber Polizei und Privatpersonen werden verschiedene QR-Codes generiert, bei Prüfung durch Privatpersonen werden die Daten zwischen den Geräten per Bluetooth übertragen.
Folgende Ausweise stehen derzeit (Stand: 24. Februar 2025) zur Verfügung:
- Führerschein: Die App übermittelt die auf dem physischen Führerschein sichtbaren Daten; diese Funktion ist seit Oktober 2022 verfügbar.[2]
- Zulassungsbescheinigung: Die App übermittelt die auf der physischen Zulassungsbescheinigung sichtbaren Daten. Zunächst war die digitale Weitergabe (analog zur physischen Zulassungsbescheinigung, um das Fahrzeug an eine andere Person zu verleihen) nicht möglich. Diese Weitergabe-Funktion wurde im Dezember 2024 ergänzt.[3]
- Identitätsnachweis: Die App übermittelt Lichtbild, Name und Geburtsdatum; verfügbar seit Juni 2024.[4]
- Altersnachweis: Die App übermittelt das Lichtbild und die Angabe, ob ein von der prüfenden Person festgelegtes Alter bereits erreicht wurde, nicht aber Name oder Geburtsdatum; verfügbar seit September 2023.[5]

Der digitale Ausweis muss von Behörden, die Bundesrecht vollziehen, akzeptiert werden. Andere Behörden, wie Gemeindeämter, oder Private können den Ausweis akzeptieren, sind dazu aber nicht verpflichtet.
Die App ist für Endgeräte verfügbar, die mit den Betriebssystemen iOS oder Android betrieben werden. Voraussetzung für die Verwaltung der Ausweise ist die ID Austria sowie die App Digitales Amt. Für die Verwendung des digitalen Führerscheins muss ein Führerschein im Scheckkartenformat ausgestellt sein. Seit Längerem wird die Bereitstellung der digitalen Version der Sozialversicherungskarte E-card in Aussicht gestellt. Für die E-Card ist der Zugriff auf die NFC-Funktion des Smartphones erforderlich. Apple ließ diesen Zugriff auf iPhones lange nicht zu, sodass diese Funktion noch nicht zur Verfügung steht.

## Rechtsgrundlage
Die rechtliche Grundlage für die App sowie für die digitalen Ausweise wurde mit einem Gesetz vom 31. Dezember 2020 geschaffen, mit dem das E-Government-Gesetz, das Passgesetz 1992, das Führerscheingesetz und das Kraftfahrgesetz 1967 geändert wurden.